# 12828 Batteas
12828 Batteas eller 1997 AU9 är en asteroid i huvudbältet som upptäcktes den 3 januari 1997 av Spacewatch vid Kitt Peak-observatoriet. Den är uppkallad efter piloten Frank Batteas.
Asteroiden har en diameter på ungefär 3 kilometer.